# Podaljšana petstrana girokupolarotunda
| Podaljšana petstrana girokupolarotunda | Podaljšana petstrana girokupolarotunda        |
| -------------------------------------- | --------------------------------------------- |
| Rhombohedron                           |                                               |
| Vrsta                                  | Johnsonovo telo J40-J41-J42                   |
| Stranske ploskve                       | 3.5 trikotnikov 3.5 kvadratov 2+5 petkotnikov |
| Robovi                                 | 70                                            |
| Oglišča                                | 35                                            |
| Dualni polieder                        | -                                             |
| Konfiguracija oglišča                  | 10(3.43) 10(3.42.5) 5(3.4.5.4) 2.5(3.5.3.5)   |
| Simetrijska grupa                      | C5v                                           |
| Lastnosti                              | konveksna                                     |
| mreža telesa                           |                                               |

Podaljšana petstrana girokupolarotunda je eno izmed Johnsonovih teles (J41). Že ime nakazuje, da jo dobimo s podaljševanjem petstrane girokupolerotunde tako, da dodamo desetstrano prizmo med polovici. Kadar pa zavrtimo petstrano rotundo za 36º preden vnesemo prizmo, dobimo podaljšano petstrano ortokupolorotundo (J40).
V letu 1966 je Norman Johnson (rojen 1930) imenoval in opisal 92 teles, ki jih imenujemo Johnsonova telesa.

## Prostornina in površina
Naslednja izraza za prostornino (V) in površino (P) sta uporabna za vse stranske ploskve, ki so pravilne in imajo dolžino roba 1 :
{\displaystyle V={\frac {5}{12}}(11+5{\sqrt {5}}+6{\sqrt {5+2{\sqrt {5}}}})a^{3}\approx 16.936...a^{3}}
{\displaystyle P={\frac {1}{4}}(60+{\sqrt {10(190+49{\sqrt {5}}+21{\sqrt {75+30{\sqrt {5}}}})}})a^{2}\approx 33.5385...a^{2}}